# Frères Boclé
 (février 2012).
Si vous disposez d'ouvrages ou d'articles de référence ou si vous connaissez des sites web de qualité traitant du thème abordé ici, merci de compléter l'article en donnant les références utiles à sa vérifiabilité et en les liant à la section « Notes et références ».
Gildas Boclé à la contrebasse et Jean-Baptiste Boclé à l’orgue Hammond sont leaders du groupe Keltic Tales (Celtic Tales) qu'ils ont formé pour la première fois en 1991 au festival de Douarnenez.
Leurs créations musicales allient des sonorités traditionnelles (celtiques avec les uilleann pipes, jazz) à la musique actuelle (rock, pop) aux accents très modernes. Leur univers est difficilement définissable.
Keltic Tales se produit dans des festivals français et internationaux : Festival interceltique de Lorient, Tombées de la Nuit à Rennes, Les Hivernales à Vannes, Festival Jazz sous les pommiers, JVC Paris Jazz festival, Festival de Glasgow, Jazz Verano/Tenerife, Boston Globe Jazz Festival (USA) et aux côtés de John Abercrombie, Dave Liebman, Michael Brecker, Didier Lockwood, Dan Ar Braz, Danilo Pérez...
Leur premier album sort en 1997, auquel participe Ronan Le Bars aux uilleann pipes (cornemuse irlandaise). Ils sortent en 2000 leur 2e album "Pas an dour" sur le label Naïve, avec Michael Brecker et Ronan Le Bars.
Crossfields, le 3e album, composé par les deux frères, est enregistré avec la participation de musiciens comme Manu Katché, Canut Reyes (chanteur des Gipsy Kings), Rodney Holmes... Le projet est accompagné de vidéo-clips réalisés par Gildas.
Sous le nom "Boclé Brothers", ils ont sorti quelques albums. En 2008, ils composent et enregistrent la musique d’ambiance pour l’aquarium de Saint-Malo.

## Gildas Boclé
Gildas Boclé est contrebassiste. Au cours de sa carrière il a joué aux côtés de Al Cohn, Dizzy Gillespie, Clark Terry, Philip Catherine, Michael Brecker, Dave Liebman, Peter Erskine, Pat Metheny, Joe Pass, Kenny Wheeler, Diana Krall, Franco Ambrosetti, Kenny Barron, Chris Potter, Bill Carrothers, Aldo Romano, Stefano Di Battista, Martial Solal, Sylvain Beuf, Olivier Ker Ourio, Franck Amsallem, Giovanni Mirabassi,  Didier Lockwood, Sara Lazarus, Jacques Pellen, Nelson Veras, Daniel Humair, Paolo Fresu, Marc Ducret, Bob Moses, Jerry Bergonzi, Gary Thomas, Bill Charlap, Walt Weiskopf, Mick Goodrick, Eric Barret…
Après un 1er prix aux conservatoires de Rennes et Versailles, entre en 1983 au Berklee College of Music de Boston où il accompagne Chick Corea, Eddie Gomez, Tommy Campbell et d'autres personnalités du jazz américain. Puis il intègre le quintet de Gary Burton, et se produit dans les grands festivals. Ensuite il fait partie de l'orchestre de Maynard Ferguson (de 1990 à 1991) avec lequel il tourne aux États-Unis et au Japon.
En 1994, il participe au festival de Cornouaille à Quimper avec Jacques Pellen (Celtic procession) et en 96 avec le groupe Skolvan. En 1999 il joue au festival Tombées de la nuit à Rennes avec entre-autres Dan Ar Braz et Denez Prigent. Au même moment, il compose et interprète la musique de scène du "Barbier de séville".
En 2000 et 2001 il tourne au Japon, aux États-Unis et en Amérique du Sud avec les Gipsy Kings.
Parallèlement, Gildas mène une carrière de photographe pour le label américain Criss Cross et de vidéaste. Il crée et produit des vidéoclips pour Manu Katché, Aldo Romano, les Gipsy Kings, Raphaël, et des making of pour Stephan Eicher, Raphaël.

## Jean-Baptiste Boclé
Jean-Baptiste Boclé est vibraphoniste et organiste. Au cours de sa carrière il a joué aux côtés de Chick Corea, Makoto Ozone, Curtis Fuller, David Liebman, Kenny Barron, Tommy Smith, Marc Ducret, Mick Goodrick, Phil Wilson, Danilo Perez… Il joue de l’orgue Hammond et accompagne aux claviers les Gipsy Kings en tournée pendant 2 ans.
Il fait ses classes au CNR de Rennes et il obtient un 1er prix. Il intègre ensuite le Berklee College of Music de Boston et devient l’élève du vibraphoniste Gary Burton. Il obtient le "Gary Burton Jazz master award" deux années consécutives.
Il compose également des musiques pour le multimédia (vidéo, film, TV), la danse et des trailers pour orchestre symphonique.

## Discographie

### "Keltic Tales"
- 2010 : Crossfields
- 2000 : Pas An Dour (Naïve)
- 1997 : Celtic Tales (Seascape, Sony Music Columbia)

### "Boclé Brothers"
- 2016 : Rock the Boat
- 1993 : Tales from the Reefs
- 1990 : Going Places

### Gildas Boclé
- 2019 : Stephan Eicher - Homeless Songs
- 2010 : Patrick Favre Trio - Humanidade
- 2007 : Stephan Eicher – Eldorado (DVD)
- 2007 : Jacques Pellen - Lament for the children
- 2007 : Esma – Mon Histoire, My Story
- 2006 : Or Else
- 2005 : Edouard Bineau - Ideal Circus
- 2005 : Giovanni Mirabassi – Prima O Poi